# Гагер світлогорлий
Га́гер світлогорлий (Cyanolyca armillata) — вид горобцеподібних птахів родини воронових (Corvidae). Мешкає в Андах. Раніше вважався конспецифічним з масковим гагером.

## Опис

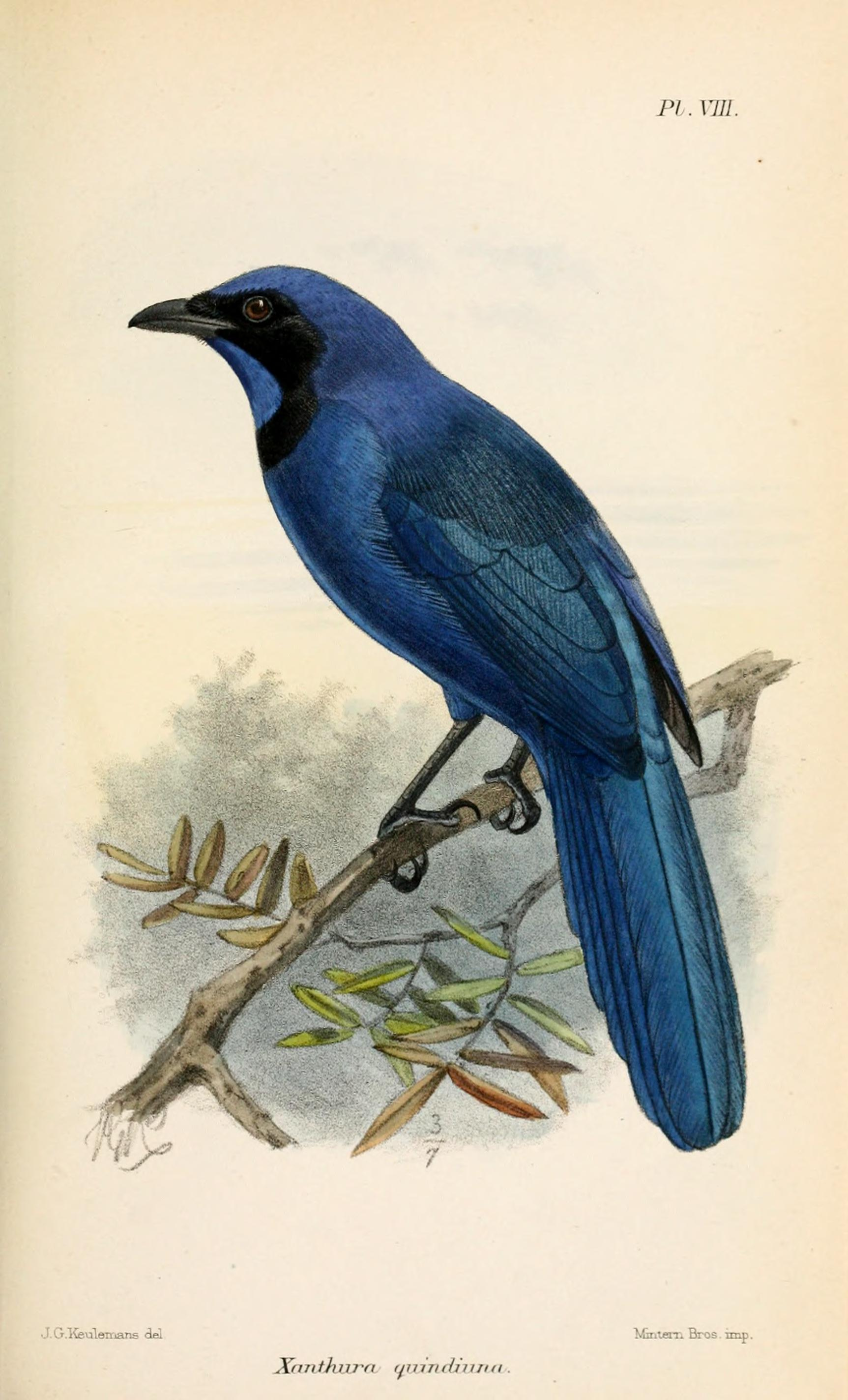
Світлогорлий гагер

Довжина птаха становить 30-34 см, вага 100-210 г. Забарвлення переважно синє, лоб, тім'я і горло дещо блідіші. Крила і хвіст більш темні, з фіолетовим відтінком, крайні стернові пера знизу чорні. На обличчі чорна маска, горло окаймлене чорною смугою. Очі темно-карі, дзьоб і лапи чорнуваті.

## Підвиди
Виділяють три підвиди:
- C. a. meridana (Sclater, PL & Salvin, 1876) — Анди на північному заході Венесуели (Кордильєра-де-Мерида);
- C. a. armillata (Gray, GR, 1845) — Східний хребет Колумбійських Анд і Анди на крайньому заході Венесуели (Тачира);
- C. a. quindiuna (Sclater, PL & Salvin, 1876) — Анди в Колумбії і на півночі Еквадору (схід Карчі, північний захід Напо).

Деякі дослідники виділяють підвид C. a. quindiuna у окремий вид Cyanolyca quindiuna.

## Поширення і екологія
Світлогорлі гагери мешкають у Венесуелі, Колумбії і Еквадорі. Вони живуть у вологих гірських тропічних лісах, віддають перевагу вторинним лісам і порослим бамбуком галявинам. Зустрічаються парами або сімейними зграйками, на висоті від 1600 до 3200 м над рівнем моря. Іноді приєднуються до змішаних зграй птахів. Ведуть деревний спосіб життя. Живляться комахами та іншими безхребетними, яких шукають на стовбурах дерев і серед епіфітів, іноді також ягодами і стиглими плодами. Сезон розмноження триває з червня по жовтень.